# Oncidium millianum
Oncidium millianum är en orkidéart som beskrevs av Heinrich Gustav Reichenbach. Oncidium millianum ingår i släktet Oncidium och familjen orkidéer. Inga underarter finns listade i Catalogue of Life.